# محاربو الملك المسيح
محاربو الملك المسيح (بالإسبانية: Guerrilleros de Cristo Rey) كانت منظمة شبه عسكرية إسبانية يمينية متطرفة عملت في أواخر السبعينيات، بشكل أساسي في منطقة إقليم الباسك ومدريد وأيضًا في نافارا. لقد ظهروا في وقت الشقاق داخل الحركة الكارلية. من الناحية التاريخية كانت الكارلية حركة تقليدية وشرعية وكاثوليكية، تدعم خطًا ملكيًا مختلفًا عن الخط الذي يحتل العرش الإسباني. ولكن عندما سقطت الخلافة في يد كارلوس هوغو، بدأ في دعم أيديولوجية يسارية ديمقراطية اجتماعية تحت راية حزب كارليست. تسبب هذا في صراع واسع النطاق داخل الحركة. أعلن الكثيرون أن شقيقه الأكثر تقليدية سيكستوس هنري هو كارليست الوصي على العرش. من المحتمل أن يكون الحدث الأبرز الذي تورطت فيه المجموعة هو مذبحة مونتيجورا عام 1976، والتي حدثت خلال رحلة الحج السنوية لكارليست إلى جبل مونتيجورا في نافارا. خلال هذا الهجوم قُتل اثنان من أنصار فصيل كارلوس هوغو (ريكاردو غارسيا بيليجيرو وأنيانو خيمينيز سانتو). تم القبض على خوسيه لويس مارين غارسيا فيردي وهيرمينجيلدو غارسيا لورينتي، وهم أعضاء مزعومين في هذه المجموعة المسلحة في وقت لاحق، ولكن تم إطلاق سراحهم لاحقًا دون تحقيق حيث أعطى مانويل فراغا (عضو المجلس السياسي لفرانكو) تعليمات مباشرة بعدم مقاضاة هذه الجرائم. وجود مجرمين فاشيين أوروبيين معروفين ينشطون في منظمات في إسبانيا وإيطاليا ترك للبعض التكهن بوجود صلة بعملية غلاديو في حقبة الحرب الباردة. قامت المنظمة بالعديد من الهجمات في الفترة من 1970 وحتى 1978.